# Église Saint-Jacques de Perros-Guirec
L'église Saint-Jacques est une église catholique située à Perros-Guirec, en France.

## Localisation
L'église est située dans le département français des Côtes-d'Armor, sur la commune de Perros-Guirec.

## Historique
Selon la légende, l’église paroissiale de Perros-Guirec aurait été fondée par Saint Guirec, moine gallois du VIe siècle, dont le petit oratoire élevé sur un rocher de l’anse Saint-Guirec à Ploumanac’h marquerait le lieu du débarquement, à quelques kilomètres de l'édifice.
L’histoire de l’église Saint Jacques est inconnue, faute de source. Toutefois  les différentes campagnes de construction sont facilement lisible sur le monument. 
Un premier édifice, dont subsiste la nef et le porche sud, est édifié à l’époque romane, peut-être en deux campagnes du fait de la dissemblance des deux côtés de la nef à partir de la fin du XIe ou au début du XIIe siècle. Anne Autisser le date de 1140-1160. 
L’édifice est prolongé au XIVe ou XVe siècle par une nef gothique sans transept s’achevant par un chevet plat. La façade ouest avec sa tour massive date de la même époque. La tour est surmontée d’une balustrade et d’un dôme octogonal à flèche au XVIIe siècle.
Les transepts et la sacristie sont ajoutés dans les années 1950 sur les plans de l'architecte Jean Gélis.

L'édifice est classé au titre des monuments historiques en 1901.

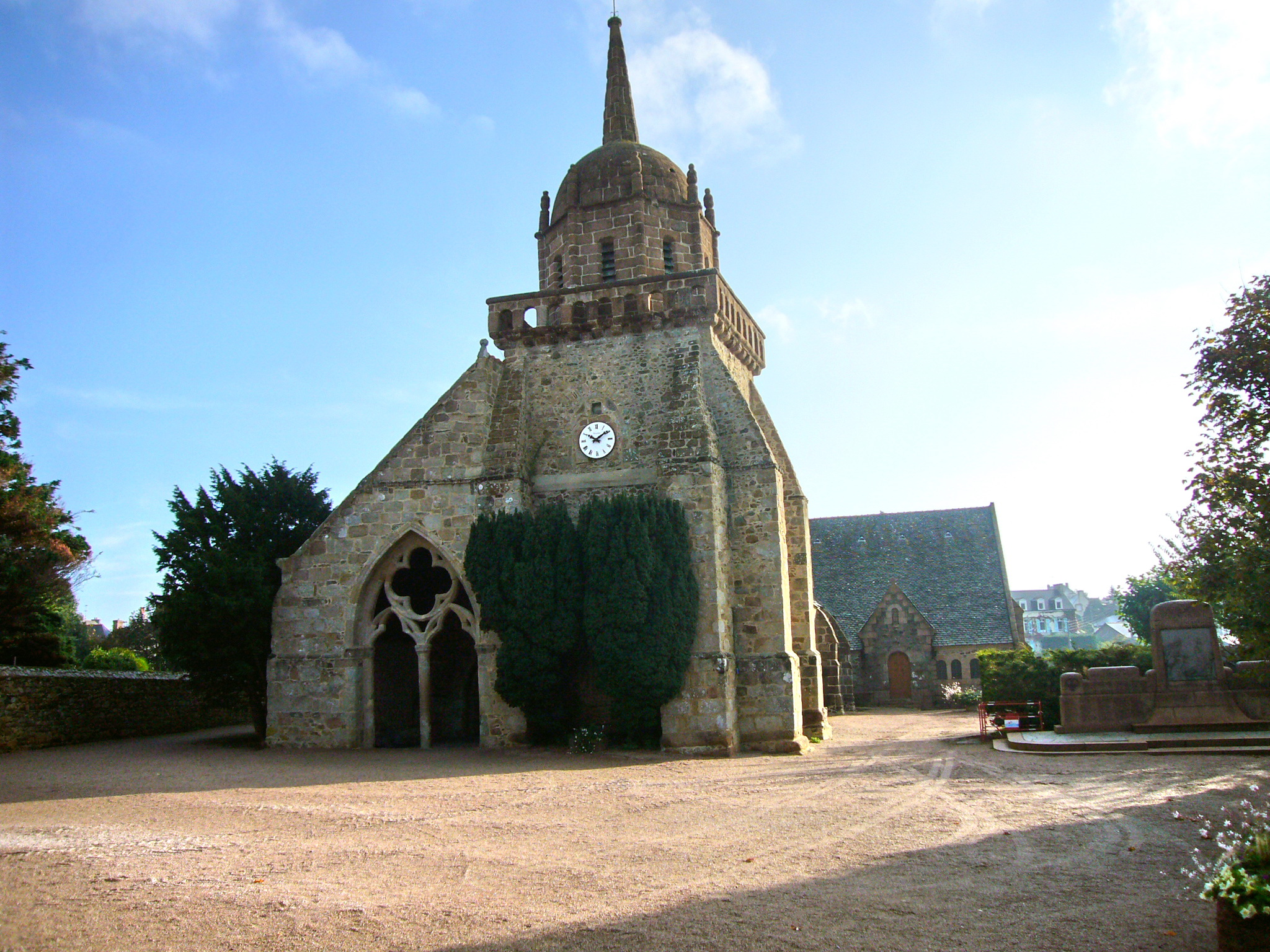
L'église en 2007
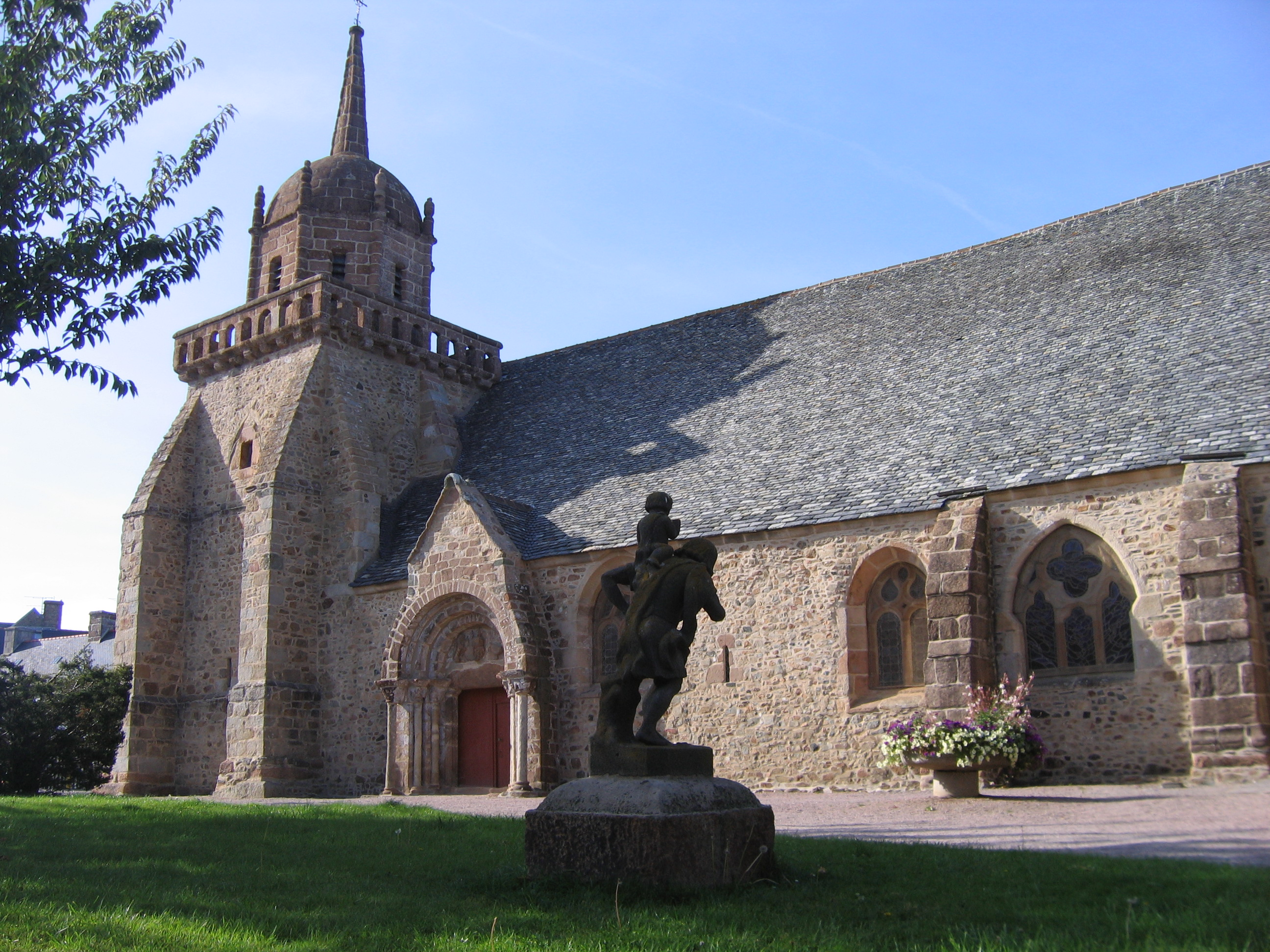
Côté Sud de l'église avec le porche roman.
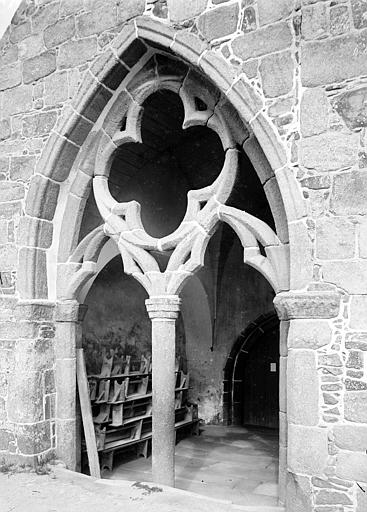
Portail ouest

## Architecture et mobilier
L’édifice présente un plan en croix latine irrégulière à chevet plat. Il est entièrement couvert de charpente.
La nef romane de six travées donne sur les bas-côtés par des arcs de plein cintre à triple rouleau. Son élévation est asymétrique. Le côté nord est scandé par des piles rondes aux chapiteaux sculptés. Ceux-ci sont à peine marqués par rapport aux futs des colonnes. Le côté sud présente quant à lui des supports complexes formés de piles rondes cantonnées de quatre paires de colonnettes engagées aux chapiteaux sculptés.
Des colonnettes engagées et pour la plupart tronquées partant des tailloirs scandent les travées au dessus des grandes arcades. Elles sont surmontées d’une longue moulure horizontale, puis d’une surface de mur nu sous la charpente où  se devinent des fenêtres murées. Sur les photos anciennes, les colonnettes engagées semblent monter jusqu’au sommet du mur contrairement à aujourd’hui,.
Malgré les modifications ultérieures qui ont altéré les parties hautes et la couverture, ce parti-pris rappelle le cloisonnement mural des églises de Langonnet et d’Yvignac.
Après l’arc triomphal de profil brisé où s’inscrit une poutre de Gloire mise en place en 1989 (Christ du XVe siècle entouré de la Vierge et de Saint Jean, plus récents), une nef gothique de cinq travées avec bas-côtés prolonge la nef romane. Les arcs brisés surmontés d’un mur nu sont portés par des piliers et des colonnes cylindriques. Les dispositions d’origine de la partie gothique ont été altérées par la création des transepts modernes. La nef  s’achève sur un chevet plat éclairé par une grande fenêtre à remplage en arc brisé au dessus d’un retable du XVIIe siècle orné de dix-neuf statuettes.

Le chœur a gardé sa clôture du XVIIIe siècle.

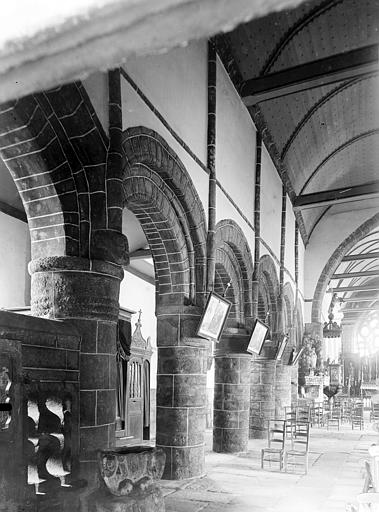
Nef et bas-côté nord (photo du XIXe siècle)
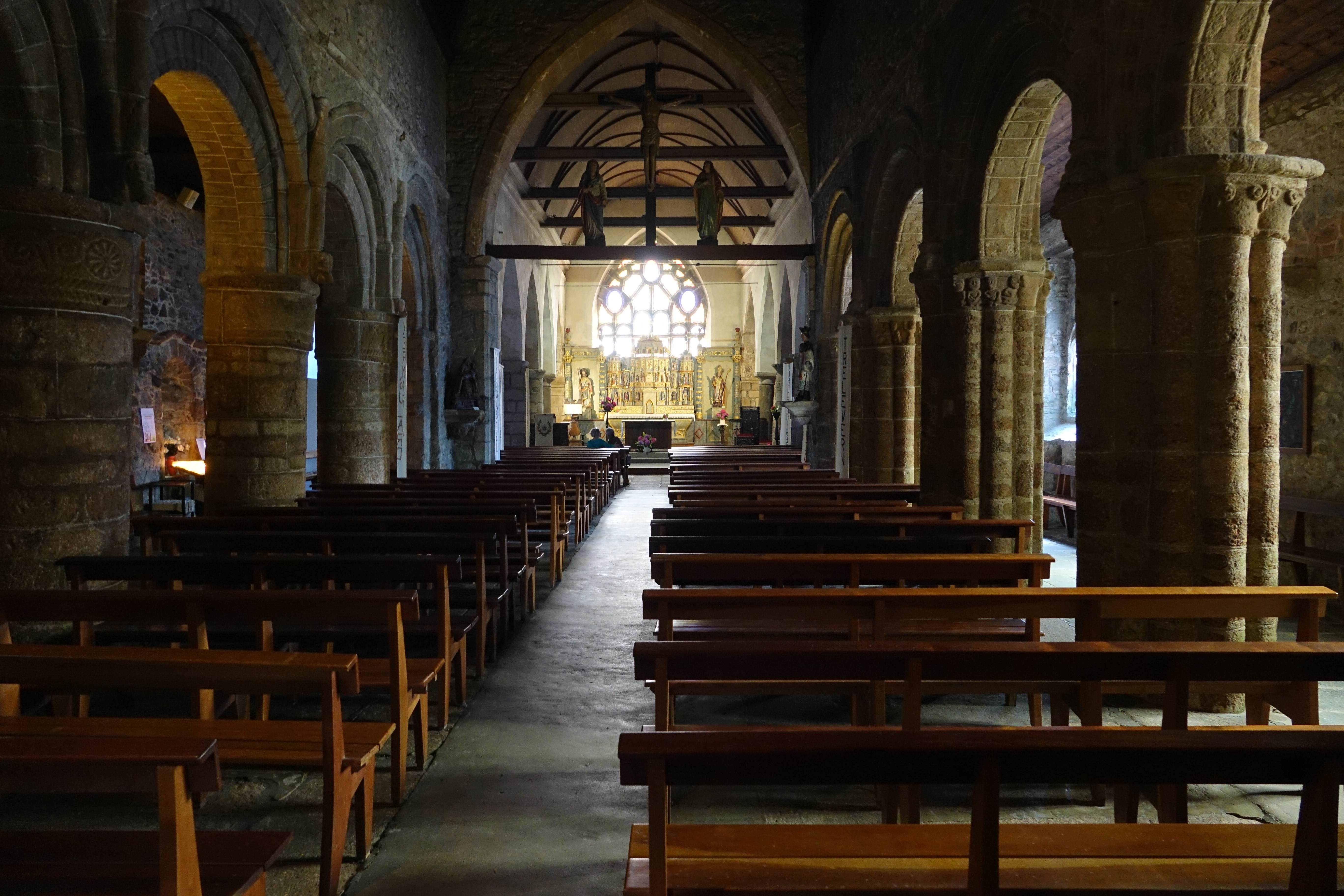
La nef
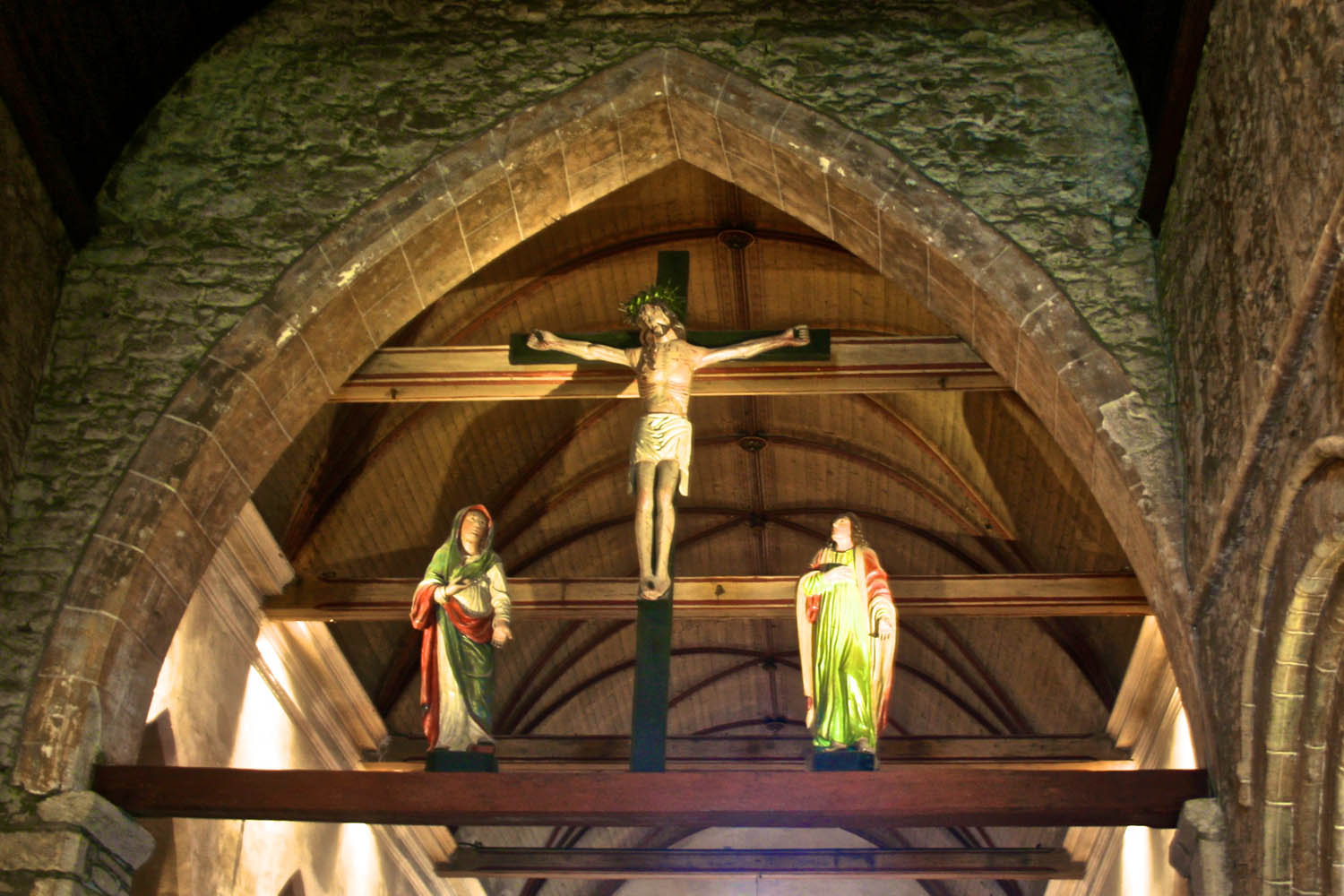
La Poutre de Gloire au niveau de l'arc triomphal.
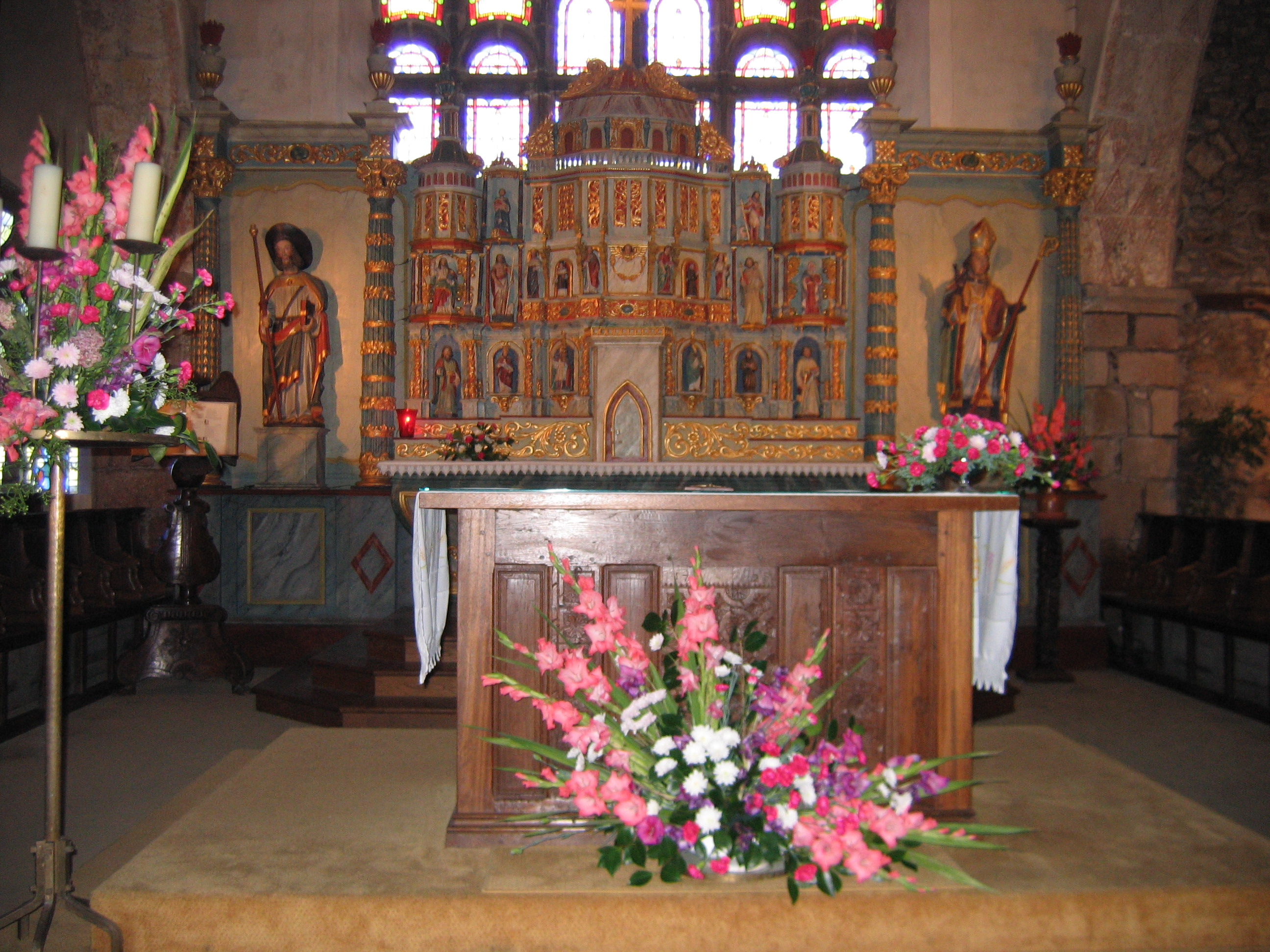
Le retable du chœur.
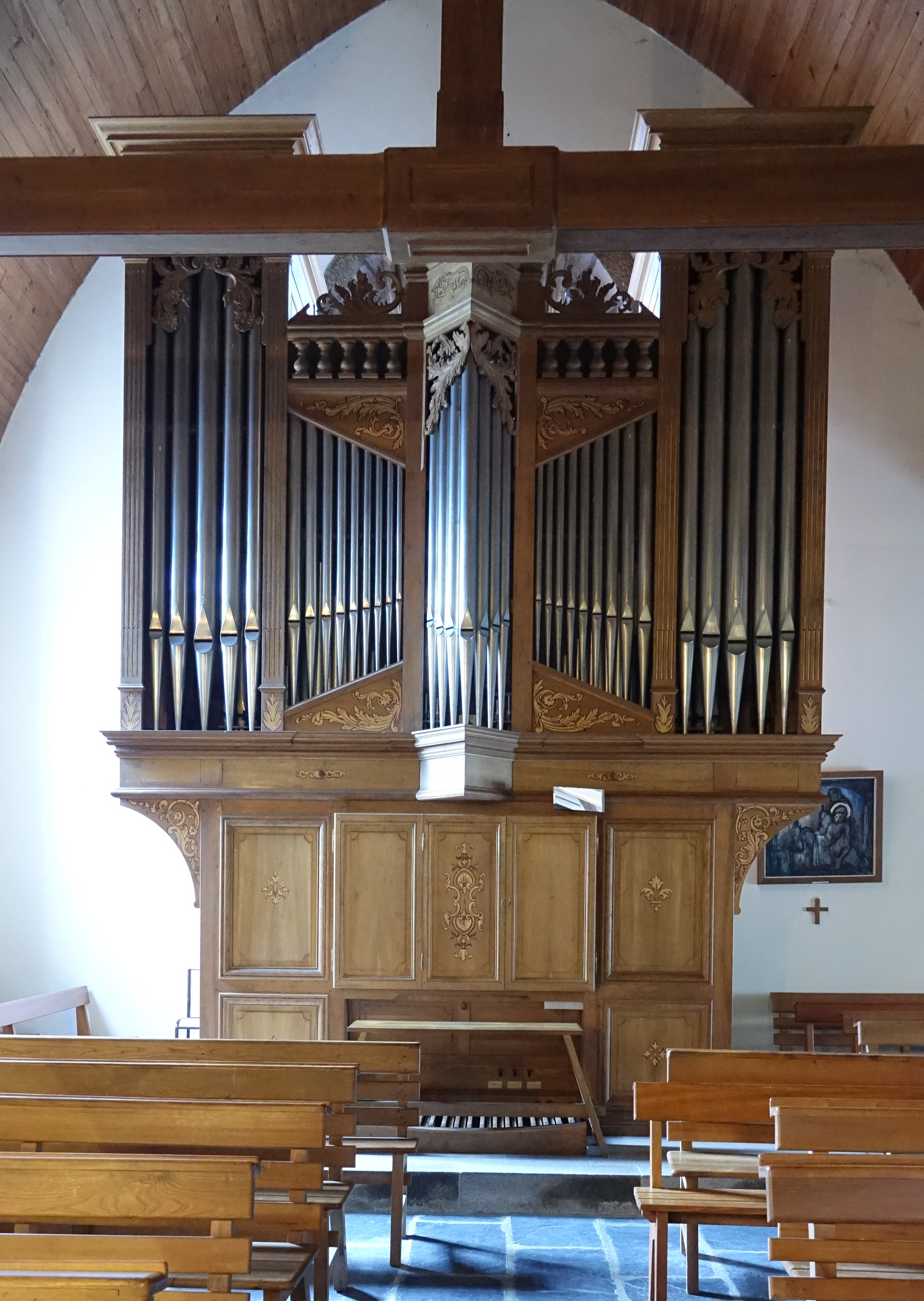
L'orgue.

## Sculptures romanes
L’élément le plus remarquable de l'église est sa série de chapiteaux romans sculptés.
Du côté nord de la nef romane, (bas-côté du Xe siècle) , seuls trois chapiteaux portent un décor, plutôt gravé que sculpté  , (en méplat) : lys de mer , crossettes , rosaces , motifs cordés sur le troisième pilier. Les deuxième et cinquième chapiteaux portent des scènes historiés au traitement très synthétique : sur le cinquième, le sacrifice d’Abraham, ou peut-être Daniel dans la fosse aux lions, et une scène dont le sens nous échappe sur le deuxième : un personnage en robe portant crosse tient par la main un homme nu sexué plongé dans l’eau. Peut être une scène de guérison d’un saint local. Ou plutôt une femme , (accouchement) . Ce type d'iconographie relate des faits antérieurs à la réforme grégorienne ; en référence à l'ancien testament .
Les chapiteaux du côté sud  (trente quatre simples, douze jumelés) sont d’un traitement très différent. Le modelé est ample et plein, détachant les formes des corbeilles.
Tous les chapiteaux tournés vers la nef et le bas-côté portent des décors végétaux stylisés. Les scènes historiées sont tournées vers l’intrados des grandes arcades : lutteurs, atlantes, repas évoquant la Cène, peut-être Adam et Ève ainsi que Noé... L’interprétation des scènes représentées est le plus souvent impossible mais semble développer une thématique du combat entre le Bien et le Mal.
Le porche sud, percé dans un massif maçonné en avancé surmonté d’un galbe, est également remarquable : c’est l’un des deux porches romans à tympan sculpté de Bretagne (avec Notre-Dame de Kernitron à Lanmeur) représentant  un Christ tétramorphe dont il ne reste plus que le Lion et l’aigle, la partie inférieure portant les deux autres symboles des évangélistes manquant à la suite du remplacement du linteau par un bloc brut. Le tympan est encadré par une triple voussure retombant sur trois colonnes à chapiteaux sculptés de chaque côté. Les sculptures du portail, très exposées aux intempéries, sont fortement érodées et difficilement lisibles. Les relevés effectués à l'époque de ses recherches de terrain par Roger Gand alors que les sculptures étaient moins dégradées permettent de discerner le combat d’un chevalier en armure contre un dragon, des diables avalant des hommes, Saint Pierre, un musicien accosté par une figure monstrueuse, des fauves.... 

Dans la nef se trouve un bénitier du XIIe siècle orné d’atlantes nus et barbus classé.

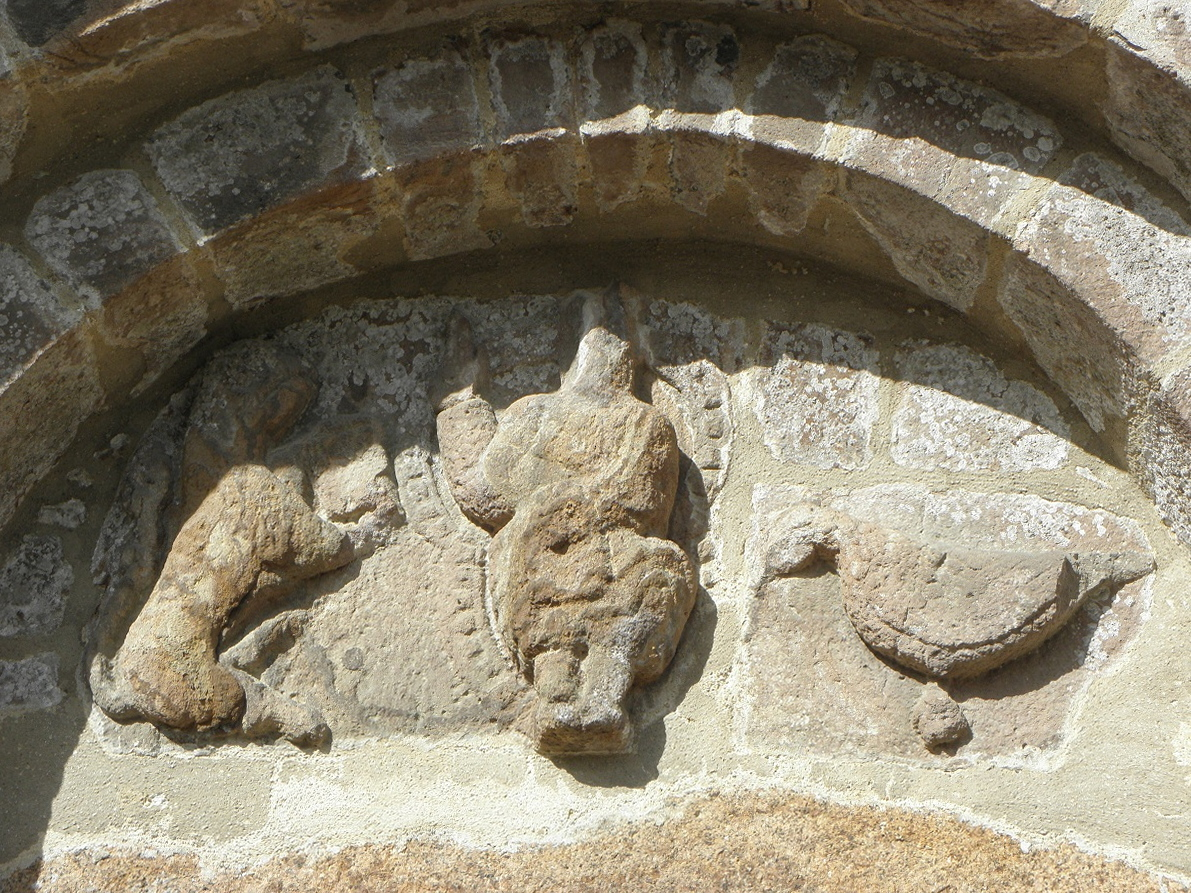
Le tympan du porche sud.
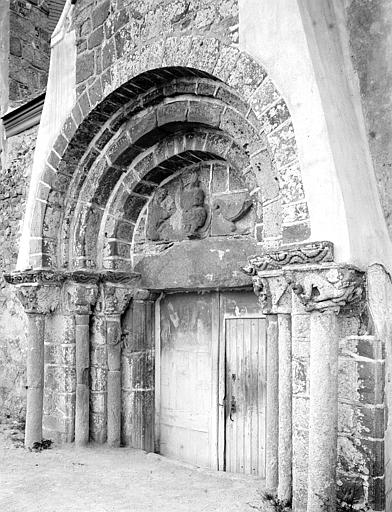
Portail sud
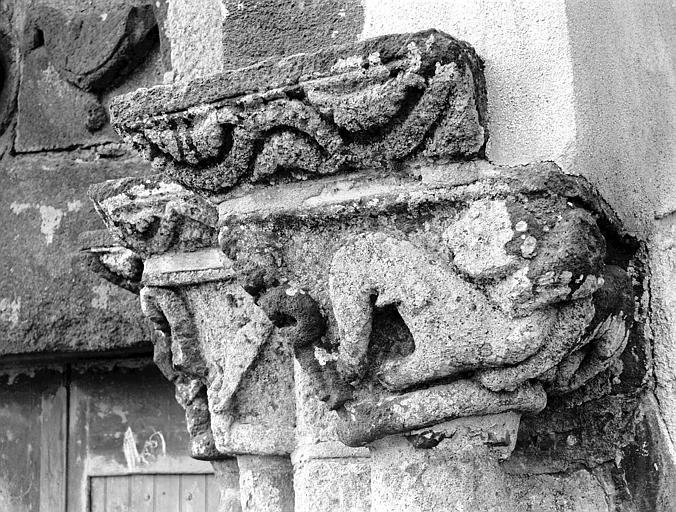
Chapiteau du portail sud
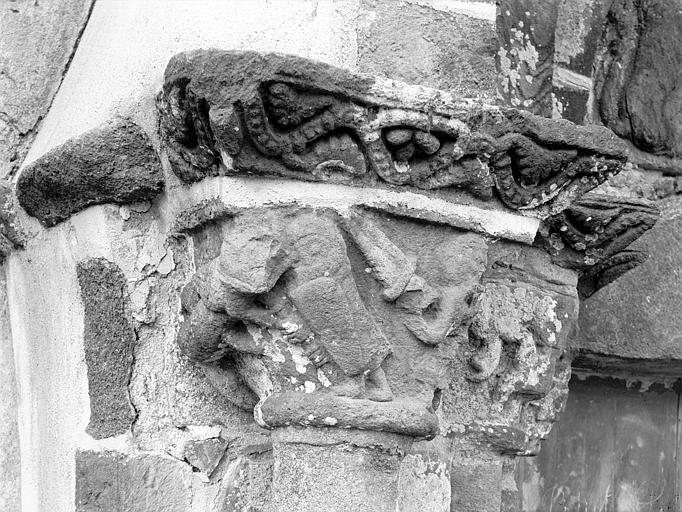
Chapiteau du portail sud